# Бельтир
Бельтир (рос. Бельтир) — село Кош-Агацького району Республіка Алтай Росії. Входить до складу Бельтирського сільського поселення.
Населення — 91 особа (2015 рік).
Було практично повністю зруйноване Чуйським землетрусом 27 вересня 2003 року. Після землетрусу частково відновлене. Влада запропонувала мешканцям зруйнованого села переселитися у новозбудований Новий Бельтир. Проте такою можливість скористалися тільки молоді жителі.